# Hôtel de ville de Toronto
L'hôtel de ville de Toronto, Ontario, Canada est l'un des monuments les plus distinctifs de la ville, constituant le logotype de l'institution municipale. Il est le fruit de l’un des plus grands concours d'architecture jamais organisés par une ville. Le jury international composé pour l’occasion doit juger 520 projets venant de 42 pays. En 1958, le maire de Toronto, Nathan Phillips, annonce le lauréat du concours : il s’agit de Viljo Revell, un architecte finlandais basé à Helsinki. Les travaux commencent en 1961 et l’inauguration officielle a lieu quatre ans plus tard ; en même temps que celle du Nathan Phillips Square, situé aux pieds du bâtiment ; soit le 13 septembre 1965, date à laquelle il remplace l'ancien hôtel de ville de Toronto construit en 1899 et depuis, classé au patrimoine historique national canadien en 1984.

## Festivals
L'hôtel de ville est au cœur des différents festivals et événements à Toronto. Une grande fête est organisée à l'occasion du Nouvel An, chaque année des feux d'artifice et des concerts sont donnés sur la place adjacente.
Un des autres principaux festivals de Toronto est le Winter Festival of Lights qui se tient de fin novembre à fin décembre. L'hôtel de ville est accessible au public au cours des journées portes ouvertes.

## Cinéma
On peut également voir l'hôtel de ville de Toronto être détruit à la fin du film Resident Evil: Apocalypse.

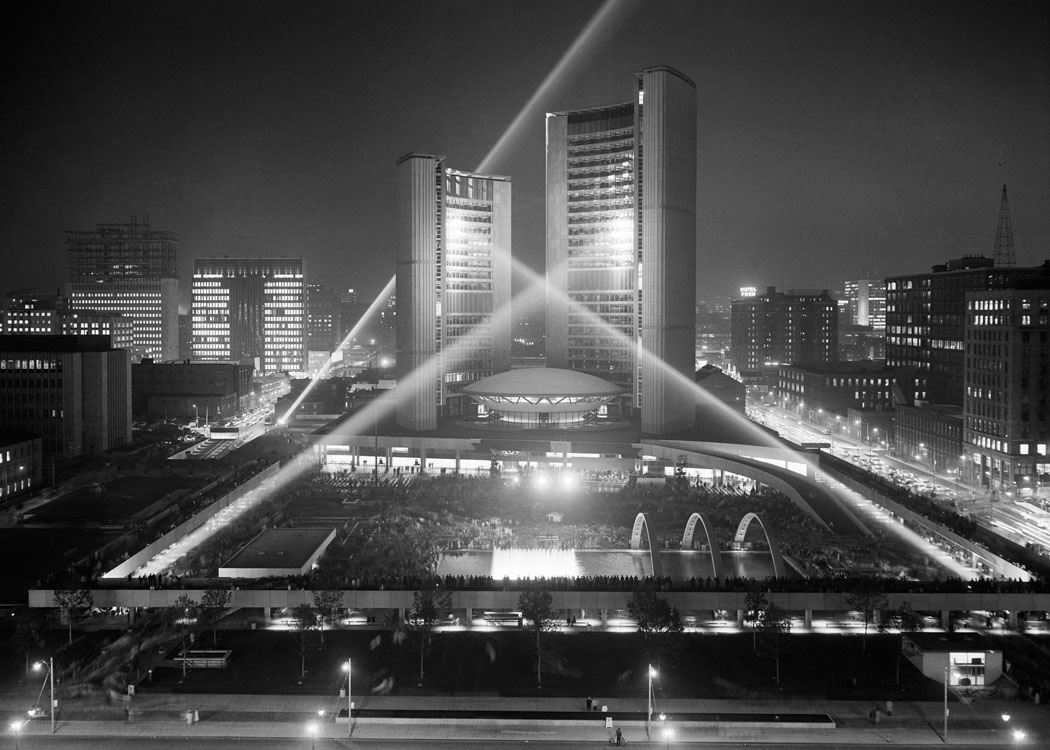
Ouverture de l'Hôtel de ville de Toronto en 1965.